# James Pickens Jr.
James Pickens Jr., né le 26 octobre 1954 à Cleveland, dans l'Ohio, aux (États-Unis), est un acteur américain.
Il est principalement connu pour son interprétation du Docteur Richard Webber, dans la série télévisée dramatique et médicale Grey's Anatomy, depuis 2005.

## Biographie
Pickens commence sa carrière d'acteur professionnel au  Roundabout Theatre Company (en) de New York afin de jouer le rôle de Walter Lee dans la pièce Un raisin au soleil de Lorraine Hansberry. 
En 1981, Pickens joue dans la production de la Negro Ensemble Company (en), A Soldier's Play (en) de Charles H. Fuller, aux côtés de Denzel Washington et de Samuel L. Jackson.
En 1986, Pickens s'établit sur la côte ouest et commence sa carrière à Hollywood avec Zack Edwards dans la série télévisée Another World de 1986 à 1990. 
Il obtient ensuite des rôles récurrents marquants comme dans la série X-Files, dans le rôle du directeur adjoint Kersh, puis dans des séries telles que Larry et son nombril, A la maison-blanche, Roseanne, Beverly Hills, 90210, JAG, et Six Feet Under, etc.
En 2002, Pickens fait une apparition en tant que médecin du zoo dans le film Dragon Rouge
En 2005, Pickens est choisi pour interpréter le rôle du Docteur Richard Webber dans la série Grey's Anatomy. La série rencontre un succès fulgurant, critique et publique, il permet à l'acteur d'accéder à une notoriété publique importante. En plus des récompenses communes, son interprétation est récompensée à de multiples reprises.
Le 28 février 2007, lors d'une représentation publique de la pièce Le don de la paix au théâtre Ralph Freud de l'Université Californienne à Los Angeles, il joue aux côtés d'acteurs tels que Ed Asner, Barbara Bain, Amy Brenneman, George Coe et Wendie Malick ;  il lit un texte qui dépeint un homme dont les expériences de vie le conduisent  à faire du bénévolat dans le mouvement de la paix. La pièce est un appel public pour lever des fonds en faveur de la création d'un département (ministère) de la Paix conformément à la résolution H.R.808 - Department of Peace and Nonviolence Act. 
En 2018, Pickens reprend son rôle de Chuckie Mitchell dans deux épisodes de la dixième saison de la reprise de la série Roseanne. Il retrouve aussi le personnage d'Alvin Kersh pour deux épisodes d'X-Files : Aux frontières du réel. 

### Vie privée
Il épouse le 27 mai 1984 Gina Taylor, une membre d'un ancien groupe de disco qui s'appelait Musique. Le couple a deux enfants, un garçon, Carl et une fille, Gavyn. 

## Filmographie

### Cinéma
- 1986 : F/X, effets de choc (F/X) de Robert Mandel : Le conducteur de l'ambulance
- 1987 : Hotshot de Rick King : rôle non communiqué
- 1992 : Les Pilleurs (Trespass) de Walter Hill : Officier de Police Reese
- 1993 : L'Extrême limite (Boiling Point) de James B. Harris : Gardien de prison
- 1993 : Menace II Society d’Albert et Allen Hughes : Man 2
- 1994 : Jimmy Hollywood de Barry Levinson : Cook
- 1994 : Hostile Intentions de Catherine Cyran : Capt. Connor -directement sorti en vidéo-
- 1995 : Génération sacrifiée (Dead Presidents) d’Albert et Allen Hughes : Mr. Curtis
- 1995 : Nixon d'Oliver Stone : Black Orator
- 1996 : Power 98 de Jaime Hellman : Det. Wilkinson
- 1996 : Sleepers de Barry Levinson : Marlboro
- 1996 : Les Fantômes du passé (Ghosts of Mississippi) de Rob Reiner : Medgar Evers
- 1997 : Gridlock'd de Vondie Curtis-Hall : Le superviseur
- 1997 : L'Homme-fusée (RocketMan) de Stuart Gillard : Ben Stevens
- 1998 : Sphère (Sphere) de Barry Levinson : O.S.S.A. Instructor
- 1998 : Bulworth de Warren Beatty : Oncle David
- 1998 : Sans complexes (How Stella Got Her Groove Back) de Kevin Rodney Sullivan : Walter Payne
- 1999 : Liberty Heights de Barry Levinson : Le père de Sylvia
- 2000 : Traffic de Steven Soderbergh : Ben Williams
- 2002 : Home Room de Paul F. Ryan : Principal Robbins
- 2002 : Dragon Rouge de Brett Ratner : un vétérinaire
- 2003 : White Rush de Mark L. Lester : Denny
- 2005 : Venom de Jim Gillespie : Sheriff
- 2008 : Ball Don't Lie de Brin Hill : Roberto
- 2010 : Love and Game (Just Wright) de Sanaa Hamri : Lloyd Wright
- 2012 : 8 de Rob Reiner : Dr. Gary Segura -directement sorti en vidéo-
- 2013 : 42 de Brian Helgeland : Mr. Brock
- 2015 : For the Love of Ruth de Christine Swanson : Stephen

### Télévision

Logo de la série télévisée Grey's Anatomy.

#### Téléfilms
- 1992 : Meurtre en exclusivité (Exclusive) de Alan Metzger : Jonathan Heglin
- 1994 : Les insurgés de la terre (Sodbusters) de Eugene Levy : Isaac
- 1994 : Un enfant en danger (A Child's Cry for Help) de Sandor Stern : Brad Currie
- 1994 : Lily in Winter de Delbert Mann : Chick
- 1995 : Le Secret de Sharon (Sharon's Secret) de Michael Scott : Ashmore
- 1995 : Accusée d'amour (Trial by Fire) de Alan Metzger : rôle non communiqué
- 1996 : Hantée (en) (The Uninvited) de Larry Shaw : rôle non communiqué
- 1997 : Bloodhounds de Michael Katleman : Agent John DeGraf
- 1998 : Little Girl Fly Away de Peter Levin : Detective Walter Engelhart
- 1999 : Un brin de meurtre (A Slight Case of Murder) de Steven Schachter : Det. Larry Gray
- 2001 : Semper Fi de Michael W. Watkins : Mr. Maddox

#### Séries télévisées
- 1984 : Saturday Night Live : Commercial Texxon (1 épisode)
- 1986-1990 : Another World : Zack Edwards
- 1990-1996 et 2018 : Roseanne : Chuch Mitchell (21 épisodes)
- 1991-1992 : Beverly Hills 90210 : Henry Thomas (10 épisodes)
- 1992 : Petite fleur : Vinnie (1 épisode)
- 1992 : Parker Lewis ne perd jamais : Fred (1 épisode)
- 1992 : La Loi de Los Angeles : Joseph Russell (1 épisode)
- 1992 : Docteur Doogie : Bert (1 épisode)
- 1993 : New York Police Blues : Nathan Foster (1 épisode)
- 1993 : Arabesque : Sonny Greene (1 épisode)
- 1994 : Le Rebelle : Lieutenant Pete Calloway (1 épisode)
- 1994 : Coach : Rick Williams (1 épisode)
- 1994-1995 : Me and the Boys : Coach Brown (saison 1, épisodes 7 et 14)
- 1995 : Les Anges du bonheur : George (1 épisode)
- 1995 : The Client : Benjamin Garrett (1 épisode)
- 1996 : In the House : Russell (1 épisode)
- 1996 : The Lazarus Man : rôle non communiqué (saison 1, épisode 5)
- 1996 : Waikiki Ouest : Tom Breason (1 épisode)
- 1996 : Esprits rebelles : Coach Butch Kelly (1 épisode)
- 1996-1997 : Something So Right : Jim (4 épisodes)
- 1997 : Flic de mon cœur : Bernard Dulac (1 épisode)
- 1997 : Brentwood : Josh Smith (1 épisode)
- 1997 : Walker, Texas Ranger : Sergent Luther Parrish (1 épisode)
- 1997-1998 : Brooklyn South : Détective Reggie Simpson (5 épisodes)
- 1997-2000 : The Practice : Détective Mc Krew (15 épisodes)
- 1998 : Le Caméléon (The Pretender) : Clark Thomas (1 épisode)
- 1998 : Seinfeld : Détective Hudson (1 épisode)
- 1998 : Dharma et Greg : Black Counselor (1 épisode)
- 1998-2000 : Any Day Now : Juge Lucius Pearl (4 épisodes)
- 1998-2002 et 2018 : X-Files : Directeur-adjoint Alvin Kersh (21 épisodes)
- 1999 : Ultime Recours : Mr. Hobbs (1 épisode)
- 1999 : JAG : Commandant Wallace Burke (saison 5, épisodes 4 et 7)
- 2000 : New York Police Blues : Lieutenant Joe Abner (3 épisodes)
- 2000 : City of Angels : Wilson Patterson (3 épisodes)
- 2000 : Papa s'en mêle : Doug Grayson (1 épisode)
- 2000 : Associées pour la loi : rôle non communiqué (saison 2, épisode 8)
- 2000 : Washington Police : Mr. Lane (1 épisode)
- 2001-2002 : Philly : Clyde Coleman (7 épisodes)
- 2002 : La Vie avant tout : Dr. Everett Sloane (1 épisode)
- 2002 : Preuve à l'appui : Agent Hawkins (1 épisode)
- 2002 : MDs : Mr. Farrell (1 épisode)
- 2002-2003 : Becker : Cliff (2 épisodes)
- 2002-2003 : Six Feet Under : Roderick Charles (saison 2, épisode 11 et saison 3, épisode 10)
- 2003 : Les Experts : Miami : Prison Warden (1 épisode)
- 2003 : The Lyon's Den : Terrance Christianson (5 épisodes)
- 2004 : Line of Fire : Kenneth Stevens (1 épisode)
- 2004 : A la Maison-Blanche : Le maire de Washington (1 épisode)
- 2004 : Jack et Bobby : Marucs Ride (1 épisode)
- 2005 : Larry et son nombril : Docteur (saison 5, épisodes 6 et 8)
- 2005-... : Grey's Anatomy : Dr Richard Webber (297 épisodes - en cours)
- 2007-2009 : Private Practice : Dr Richard Webber (saison 1, épisode 1 et saison 2, épisode 16)
- 2018 : Yellowstone : Le vieux cow-boy (1 épisode)
- 2018-2019 : The Conners : Chuck Mitchell (5 épisodes)

#### Jeux vidéo
- 2004 : The X-Files: Resist or Serve : Alvin Kersh (voix)

## Distinctions
Sauf indication contraire ou complémentaire, les informations mentionnées dans cette section proviennent de la base de données IMDb.

### Récompenses
- Satellite Awards 2006 : Meilleure distribution dans une série télévisée pour Grey's Anatomy
- Screen Actors Guild Awards 2007 : meilleure distribution pour une série télévisée dramatique dans Grey's Anatomy
- NAACP Image Awards 2012 : Meilleur acteur dans un second rôle dans une série télévisée dramatique pour Grey's Anatomy

### Nominations
- Screen Actors Guild Awards 1999 : Meilleure distribution pour une série télévisée dramatique dans X-Files
- Gold Derby Awards 2006 : Meilleure distribution de l'année pour Grey's Anatomy
- NAACP Image Awards 2006 : Meilleur acteur dans un second rôle dans une série télévisée dramatique pour Grey's Anatomy
- Screen Actors Guild Awards 2006 : Meilleure distribution pour une série télévisée dramatique dans Grey's Anatomy
- Festival de télévision de Monte-Carlo 2007 : Meilleur acteur dans une série télévisée dramatique pour Grey's Anatomy
- Gold Derby Awards 2007 : Meilleure distribution de l'année pour Grey's Anatomy
- NAACP Image Awards 2007 : Meilleur acteur dans un second rôle dans une série télévisée dramatique pour Grey's Anatomy
- NAACP Image Awards 2008 : Meilleur acteur dans un second rôle dans une série télévisée dramatique pour Grey's Anatomy
- Screen Actors Guild Awards 2008 : Meilleure distribution pour une série télévisée dramatique dans Grey's Anatomy
- NAACP Image Awards 2009 : Meilleur acteur dans un second rôle dans une série télévisée dramatique pour Grey's Anatomy
- NAACP Image Awards 2010 : Meilleur acteur dans un second rôle dans une série télévisée dramatique pour Grey's Anatomy
- NAACP Image Awards 2011 : Meilleur acteur dans un second rôle dans une série télévisée dramatique pour Grey's Anatomy
- NAACP Image Awards 2014 : Meilleur acteur dans une série télévisée dramatique pour Grey's Anatomy